# Bundespräsidentenwahl in Österreich 1998
Zur Bundespräsidentenwahl in Österreich 1998, der zehnten Volkswahl eines österreichischen Staatsoberhaupts, kam es am 19. April 1998. Es traten fünf Kandidaten an.
Der bisherige Amtsinhaber, Thomas Klestil, wurde bereits im ersten Wahlgang in seinem Amt bestätigt. Damit war er der vierte Bundespräsident, der eine zweite Amtsperiode begann. Da er am 6. Juli 2004 nur zwei Tage vor Angelobung seines schon gewählten Nachfolgers Heinz Fischer starb, wurde er zum fünften Bundespräsidenten, der im Amt starb.

## Ausgangslage
Der bisherige Bundespräsident Thomas Klestil trat, wie es die Verfassung erlaubte, neuerlich zu einer Wahl an. Seine Gegenkandidaten waren:
- Gertraud Knoll, welche als unabhängig antrat, wenngleich sie Mitglied der SPÖ war,
- Heide Schmidt vom Liberalen Forum, die zum zweiten Mal bei einer Bundespräsidentenwahl antrat, nach ihrer erfolglosen Kandidatur für die FPÖ bei der Wahl 1992,
- Richard Lugner, Kandidat seiner Partei Die Unabhängigen,
- und der unabhängige Autor Karl Walter Nowak.

## Ergebnis
| Kandidaten                            | Parteien          | Stimmen   | %    |
| ------------------------------------- | ----------------- | --------- | ---- |
| Thomas Klestil                        | Parteilos (ÖVP)   | 2.644.034 | 63,4 |
| Gertraud Knoll                        | Parteilos (Grüne) | 566.551   | 13,6 |
| Heide Schmidt                         | Liberales Forum   | 464.625   | 11,1 |
| Richard Lugner                        | Die Unabhängigen  | 413.066   | 9,9  |
| Karl Walter Nowak                     | Parteilos         | 81.043    | 1,9  |
| Gesamt                                | Gesamt            | 4.169.319 | 100  |
|                                       |                   |           |      |
| Ungültige Stimmen                     | Ungültige Stimmen | 181.953   | 4,2  |
| Wähler                                | Wähler            | 4.351.272 | 74,4 |
| Wahlberechtigte                       | Wahlberechtigte   | 5.848.584 |      |
|                                       |                   |           |      |
| Quelle: Bundesministerium für Inneres |                   |           |      |

## Angelobung
Thomas Klestil wurde neuerlich am 8. Juli 1998 vor der Bundesversammlung angelobt. 